# 大田边站
大田边站是位于中华人民共和国云南省富源县黄泥河镇大田边的一个铁路车站，建于1997年，目前为四等站，隶属中国铁路昆明局集团管辖，西距昆明站299公里，东距威舍站9公里，南宁站529公里。该站仅办理昆明站与红果站间普慢列车的旅客乘降；行李、包裹托运；货运办理整车货物发到；危险货物仅办理农药、化肥发到。